# Benthesicymus brevirostris
Benthesicymus brevirostris är en kräftdjursart som beskrevs av Akio Kikuchi och Kwanji Nemoto 1991. Benthesicymus brevirostris ingår i släktet Benthesicymus och familjen Benthesicymidae. Inga underarter finns listade i Catalogue of Life.